# Лейзи (волость)
Лейзи (эст. Leisi  ) — бывшая волость в Эстонии, в составе уезда Сааремаа. В ходе административно-территориальной реформы 2017 года все 12 самоуправлений на острове Сааремаа были объединены в единое самоуправление — волость Сааремаа.

## Положение
Площадь волости — 347,91 км², численность населения на 1 января 2010 года составляла 2137 человек.
Административный центр волости — посёлок Лейзи. Помимо этого, на территории волости находятся ещё 53 деревни.

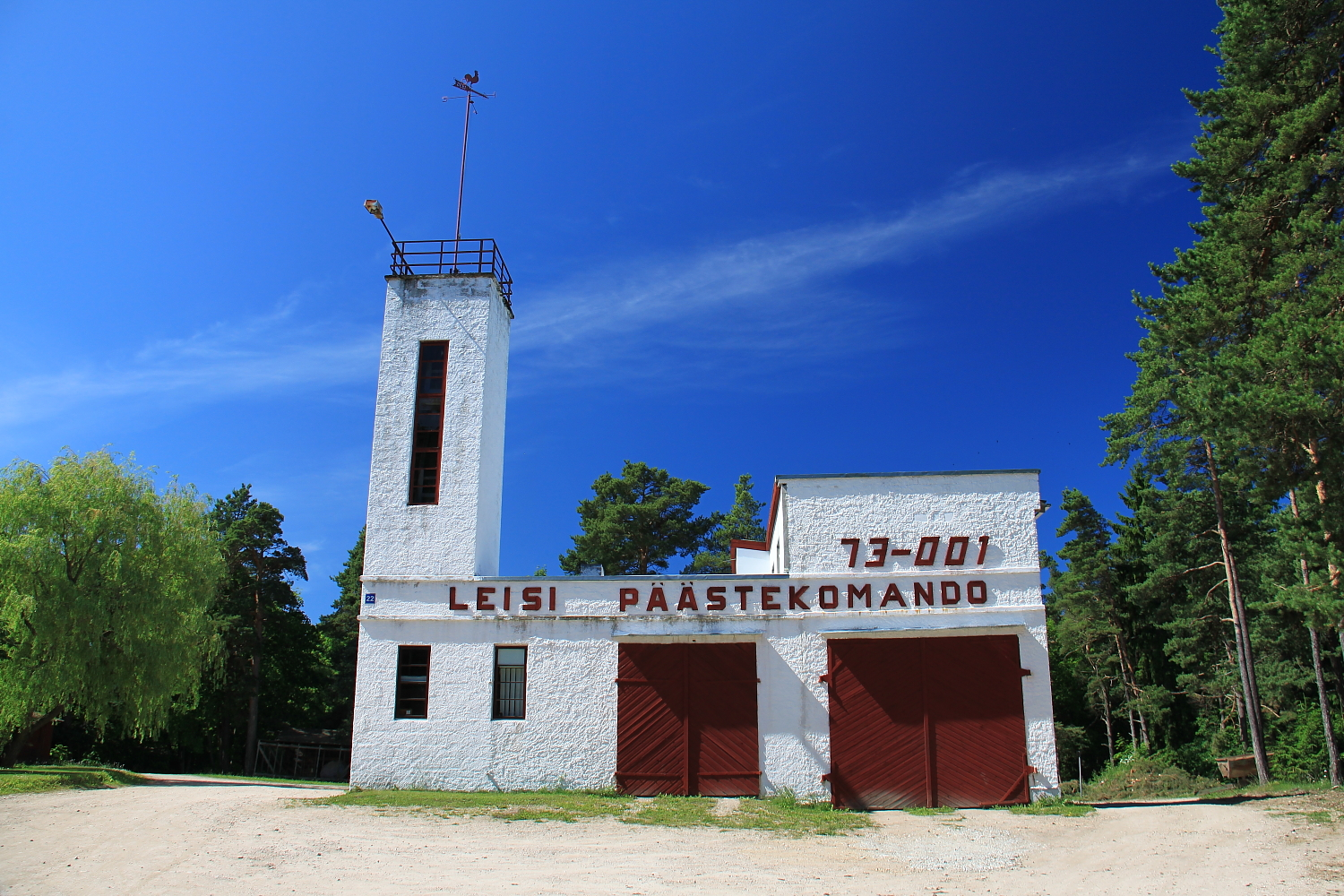
Пожарная часть в посёлке Лейзи
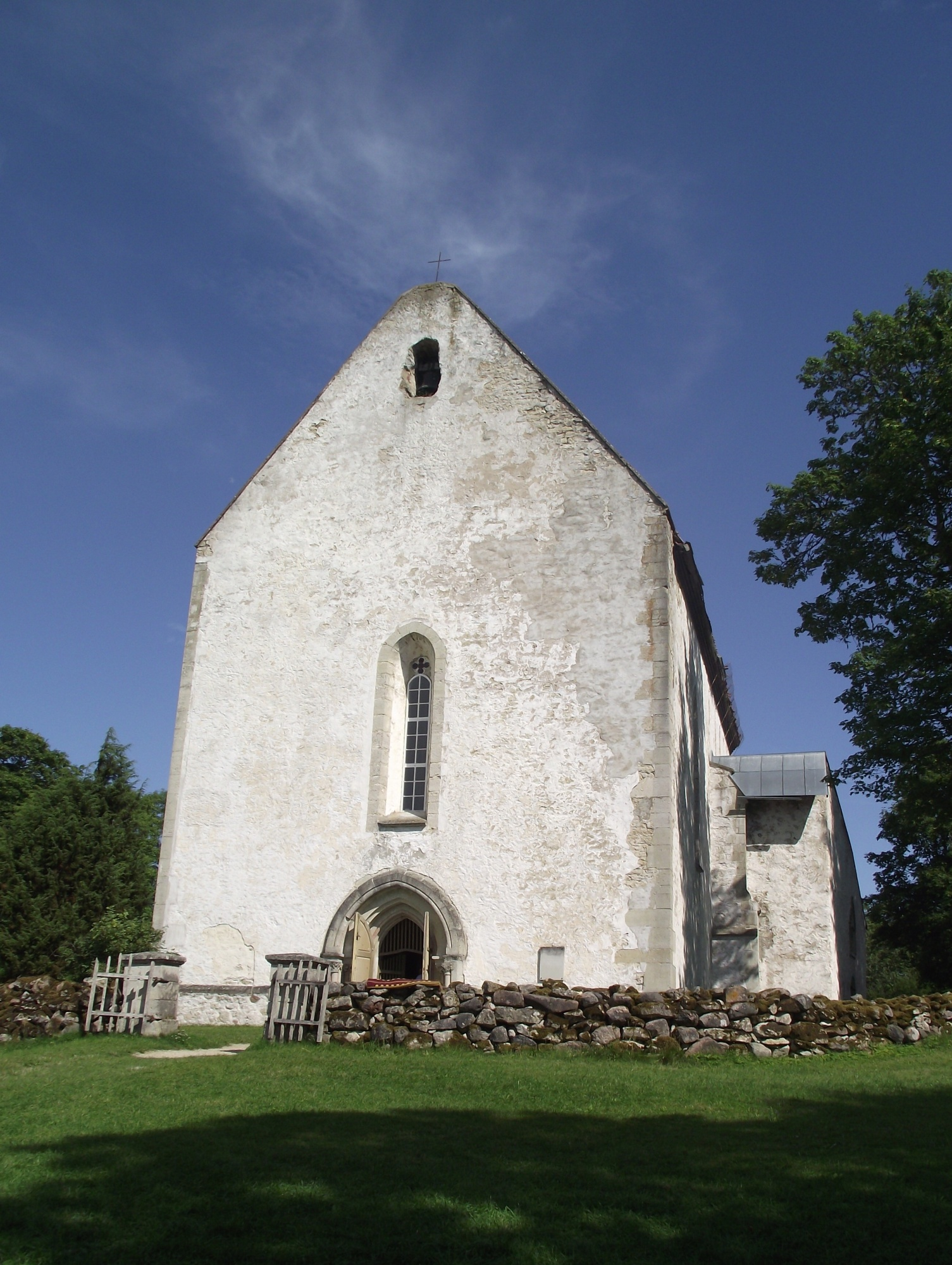
Церковь Карья в деревне Линнука
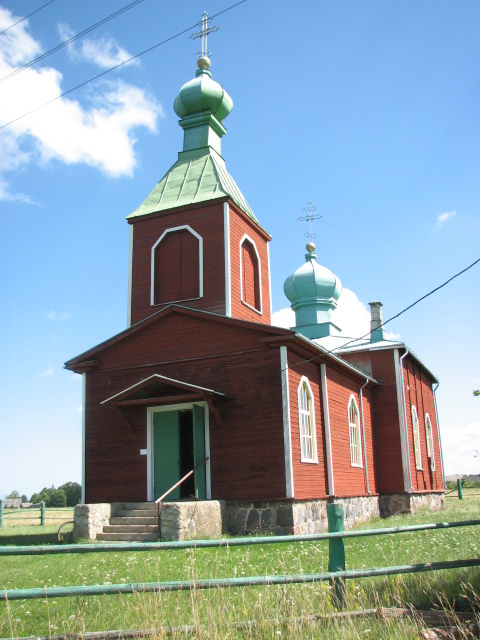
Православная церковь в Метсакюла